# Monteignet-sur-l’Andelot
Monteignet-sur-l’Andelot – miejscowość i gmina we Francji, w regionie Owernia-Rodan-Alpy, w departamencie Allier.

## Demografia
Według danych na rok 1990 gminę zamieszkiwało 287 osób, a gęstość zaludnienia wynosiła 31 osób/km². W styczniu 2015 r. Monteignet-sur-l’Andelot zamieszkiwało 250 osób, przy gęstości zaludnienia wynoszącej 27 osób/km².